# Стрибун гібридний
Стрибун гібридний, також стрибун піщаний (Cicindela hybrida) — комаха з родини Carabidae, також відомий як північний дюнний тигровий жук.
Вид поділяється на такі підвиди:
Cicindela hybrida hybrida Linnaeus, 1758
Cicindela hybrida kozhantshikovi Lutshnik, 1924
Cicindela hybrida magyarica Roeschke, 1891
Cicindela hybrida pseudoriparia Mandl, 1935
Cicindela hybrida transversalis Dejean, 1822

## Морфологія
Довжина тіла комахи до 16 мм. Зверху мідно-червоний або світло-бронзовий, інколи зеленуватий або темно-бронзовий. Боки грудей мідно-червоні, їх середина та черевце синьо-зелені. Білі перев'язі надкрил короткі, слабо зігнуті.

## Поширення
Палеарктичний вид. Можна знайти на голому або з рідкісною рослинністю піщаному ґрунті особливо в сухих, теплих місцях, таких як піщані шляхи у хвойних або змішаних лісах і піщані дюни.
Cicindela hybrida поширений у Центральній Європі, навіть у штучних місцях існування.

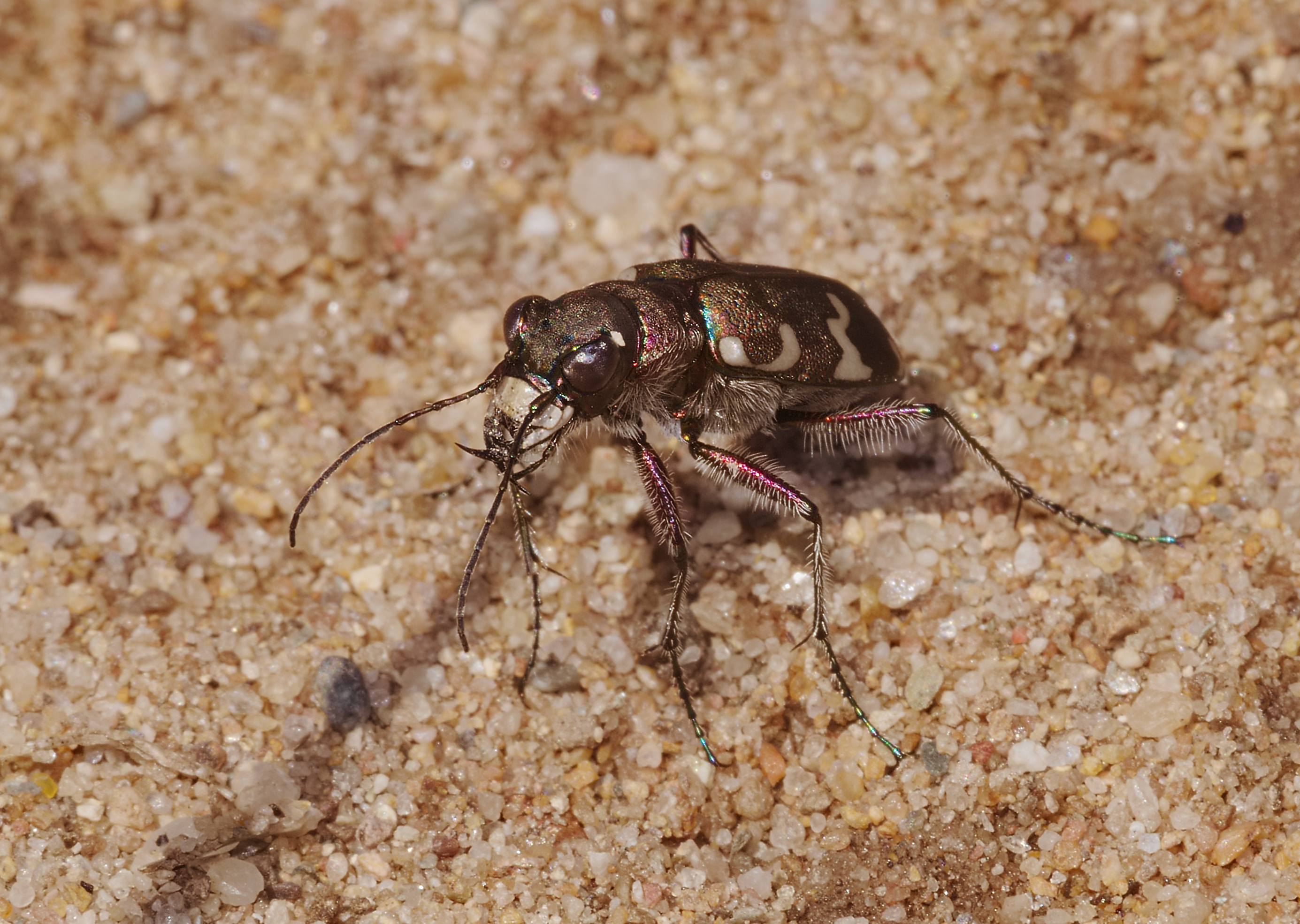

## Екологія
Активний хижак.